# Victoria Miranda
Victoria Miranda (Río Cuarto, 5 de junio de 2000) es una jugadora argentina de hockey sobre césped que se desempeña como volante en el club Universidad de Río Cuarto. Integra la Selección nacional.
Entre sus logros más importantes se encuentra la medalla de oro obtenida en los Juegos Olímpicos de la Juventud de Buenos Aires 2018.

## Carrera deportiva

### Club
En sus inicios, se desarrolló como jugadora en el club Universidad Nacional de Río Cuarto (UNRC). Actualmente juega en el Club Ciudad de Buenos Aires, en la capital del país.

### Selección nacional
En 2018 disputó el Torneo Panamericano en México donde se consagraron campeonas venciendo en la final a Uruguay.
Además fue llamada para disputar los Juegos Suramericanos de 2018 y donde ganó la medalla de oro tras ganarle a Uruguay por 8-0.
En la ceremonia de inauguración de los Juegos Olímpicos de la Juventud de Buenos Aires 2018, fue elegida por el Comité Olímpico Argentino para darle la bienvenida a los competidores. Además, ganó la medalla de oro. tras ganarle la final a India por 3-1.

## Palmarés
- Campeonato Panamericano Juvenil 2018: medalla de oro.[4]
- Juegos Suramericanos de 2018: medalla de oro.[6]
- Juegos Olímpicos de la Juventud de Buenos Aires 2018: medalla de oro.[2]